# Cupido perpheres
Cupido perpheres är en fjärilsart som beskrevs av Druce och Baker 1893. Cupido perpheres ingår i släktet Cupido och familjen juvelvingar. Inga underarter finns listade i Catalogue of Life.